# Bruno Prevedi
Bruno Prevedi (* 12. Dezember 1928 in Revere; † 12. Januar 1988 in Mailand) war ein italienischer Opernsänger (Tenor), der besonders dem italienischen Fach verbunden war.

## Leben
Prevedi studierte in Mantua mit Alberto Sorenisa sowie in Mailand mit Vladimiro Badiali. Er machte sein Debüt als Bariton im Jahre 1958 als Tonio, sattelt aber kurze Zeit später auf das Tenorfach um und debütierte in diesem Fach im Jahre 1959 als Turiddu, wieder am Teatro Nuovo in Mailand.
Prevedi sang in ganz Italien und debütierte an der Mailänder Scala im Jahre 1962 in Ildebrando Pizzetti 's Debora e Jaele. Daneben trat er in Berlin, München, Wien, London und Buenos Aires auf.
Sein Debüt an der Metropolitan Opera fand am 6. März 1965 als Cavaradossi in Tosca statt. In den folgenden 5 Spielzeiten beinhalteten seine Rollen: Alfredo, Manrico, Riccardo, Alvaro, Don Carlos und Radames.
Bruno Prevedi besaß eine attraktive Tenor-Stimme mit schönen, abgerundeten Höhen. Er ist in einer Reihe von Aufnahmen für Decca zu hören, unter anderem in einer Gesamtaufnahme von Verdis Nabucco, neben Tito Gobbi und Elena Souliotis, in Macbeth, neben Giuseppe Taddei und Birgit Nilsson, und Medea, neben Gwyneth Jones, sowie mit Sammlungen von Tenorarien.